# Charterpartij
Een charterpartij (Engels: charter-party) of bevrachtingsovereenkomst is een overeenkomst specifiek uit de koopvaardij waarbij een vervrachter een schip ter beschikking stelt aan een bevrachter in ruil voor de betaling van de vracht. Hoewel er volledige contractsvrijheid bestaat voor bevrachtingsovereenkomsten, onderscheidt men in hoofdzaak drie soorten: een naakte-rompbevrachting, een tijdsbevrachting of een reisbevrachting. Echter, omdat er contractvrijheid bestaat, bestaan er nog vele varianten die slechts een kleine aanpassing betekenen, of helemaal iets anders zijn dan de drie eerstgenoemde soorten. Er bestaan daarom ook verschillende modelcontracten, langs de kant van de vervrachters zoals die van Bimco of langs de kant van de verladers, bijvoorbeeld Shellvoy, het reisbevrachtingsmodelcontract van de oliemaatschappij shell. 

## Overeenkomsten
- tijdsbevrachting (time charter), bij tijdsbevrachting wordt het volledig uitgeruste en bemande schip ter beschikking gesteld van de bevrachter voor het verrichten van vervoer in een bepaald verkeersgebied en gedurende een overeengekomen periode. De vracht wordt bij dit type bevrachting meestal per dag berekend, en de vaste kosten, zoals de bemanning en het onderhoud aan het schip, worden betaald door de vervrachter, de reiskosten, zoals de bunkers en de havengelden, worden betaald door de bevrachter.
- reisbevrachting (voyage charter), het volledige schip wordt ter beschikking gestel voor één reis, van een vastgelegde vertrekhaven tot een vastgelegde aankomsthaven. De vracht wordt bij dit type bevrachting meestal berekend per ton te vervoeren goederen. Alle kosten worden gemaakt door de vervrachter.
- rompbevrachting (bareboat charter), het niet-uitgeruste, niet-bemande schip wordt door de eigenaar aan de bevrachter verhuurd voor een bepaalde, meestal lange, termijn. De rompbevrachter exploiteert dan het schip

De eerste twee types worden vooral gebruikt in de wilde vaart, waarbij de rederij de vervrachter is, terwijl het laatste type meer gebruikelijk is in de lijnvaart, waarbij de rederij de bevrachter is en de vervrachter een kapitaalinvesteerder is. 
- slotbevrachting (slot charter), een deel (een aantal slots) wordt ter beschikking gesteld van de bevrachter, deze bevrachtingsovereenkomst is specifiek voor de containervaart
- rotatiebevrachting (open charter), het volledige schip wordt verhuurd met de mogelijkheid om in elke aanloophaven te lossen en te laden voor de volgende aanloophaven
- totale bevrachting, de volledige tonnenmaat van het schip wordt verhuurd
- gedeeltelijke bevrachting, slechts een deel van de volledige tonnenmaat van het schip wordt verhuurd
- roesbevrachting, de te vervoeren hoeveelheid lading is niet nauwkeurig gekend, de bevrachter betaalt dan een forfaitaire prijs (lumpsum)

## Algemene inhoud
De belangrijkste secties in de charterpartij kunnen onderverdeeld worden in zes grote componenten:
- Details van het schip en de betrokken partijen. De charterpartij specificieert:
  1. De naam van de scheepseigenaar/vervrachter en bevrachter
  2. Details van het schip met inbegrip van naam, grootte en ladingscapaciteit
  3. De positie van het schip
  4. De kostenvergoeding voor de vervrachting
- Een beschrijving van de vervoerde lading, met vermelding van de speciale eigenschappen. De naam en het adres van de verscheper, zodat de eigenaar weet wie hij moet contacteren bij aankomst in de laadhaven.
- De vervoerswijzen van de lading. Dit deel definieert de verbintenissen van de verscheper en de scheepseigenaar in het contract. Dit omvat:
  1. De data waarop het schip beschikbaar zal zijn om te laden
  2. De laadhaven
  3. De loshaven, met inbegrip van details van het lossen in meerdere havens
  4. Laytime; de tijd toegestaan voor het laden en lossen
  5. De overligtijd per dag in US dollars
  6. Betaling van laad- en loskosten
- De betalingswijzen. De Charterpartij specificieert:
  1. Het vrachtgeld
  2. De betalingswijze en details in verband met de valuta en de betaling worden ook gespecificieerd.
- Boetes voor het niet naleven van het contract.
- Administratieve clausules met betrekking tot de aanduiding van scheepsagenten en stuwadoors, cognossementen, etc.